# Toyen
Marie Čermínová (n. 21 septembrie 1902, Smíchov⁠(d), Regatul Boemiei, Austro-Ungaria – d. 9 noiembrie 1980, Paris, Île-de-France, Franța), cunoscută sub numele de Toyen, a fost o pictoriță, ilustratoare și desenatoare cehă, membră a mișcării suprarealiste.

## Biografie

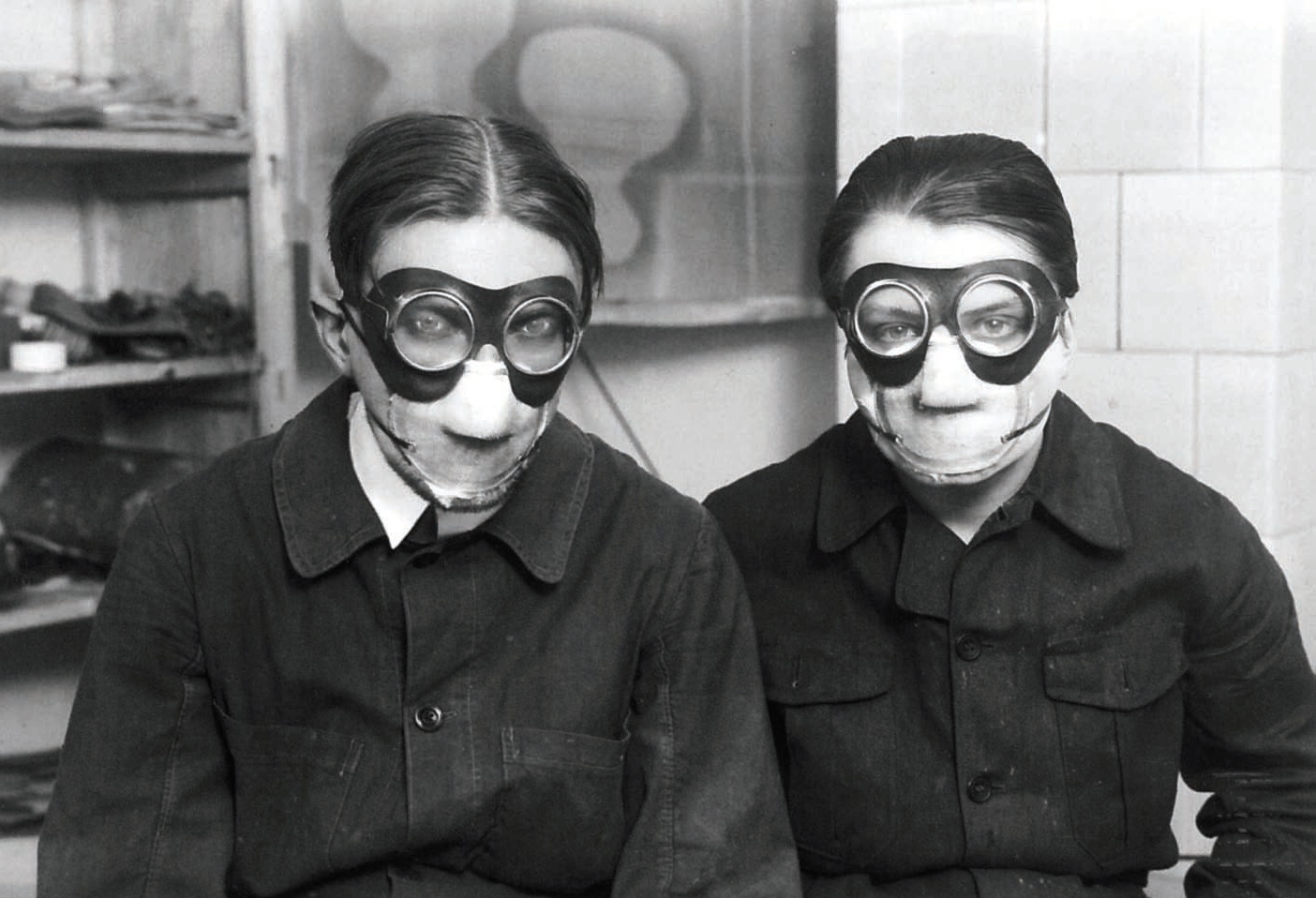
Jindřich Štyrský și Toyen la Paris.

Între anii 1919 și 1920, Toyen a urmat cursurile UMPRŮM (Academia de Arte, Arhitectură și Design) din Praga. A fondat în 1920, împreună cu scriitorul Karel Teige, grupului anarhist Devětsil. În 1922, ea l-a întâlnit la Paris pe pictorul și poetul suprarealist Jindřich Štyrský (1899-1942), cu care a lucrat până la moartea lui Štyrský. Cei doi au participat la o expoziție colectivă organizată de grupul Devětsil și intitulată „Bazart d'art moderne”. Ea a adoptat numele Toyen, după cuvântul francez „citoyen”, ce înseamnă cetățean (1923).
În primele sale lucrări, Toyen s-a inspirat dintr-un cubism „purist” pe care-l va abandona pentru o serie de tablouri naive pe teme erotice. În 1925, ea s-a stabilit la Paris, împreună cu Štyrský. În timpul șederii lor la Paris, cei doi au fondat o alternativă artistică la abstractizare și suprarealism, pe care au numit-o artificialism, prin care anticipează numeroase elemente ale abstractizării lirice. Ei au cunoscut grupul suprarealist. Prima lor expoziție comună a avut loc la galeria Vavin, prefața catalogului fiind semnată de Philippe Soupault.
S-au întors la Praga în 1929. Toyen s-a referit la ea la genul masculin, respingând referirile la sex în adevărata modă avangardistă. Ea a intenționat să-și limiteze feminitatea cu scopul de a pătrunde în lumea artistică modernistă aproape exclusiv masculină. Schițele, ilustrațiile de carte și picturile lui Toyen au fost frecvent erotice și ea a contribuit cu schițe erotico-umoristice pentru Eroticka Revue a lui Štyrský (1930-1933). Această revistă a fost publicată doar pe bază de abonament într-un tiraj de 150 de exemplare. Štyrský a publicat, de asemenea, cărți la tipografia Edice 69, dintre care unele au fost ilustrate de Toyen. De exemplu, ea a ilustrat în 1932 romanul Justine al marchizului de Sade. Ea a contribuit parțial la Die Frau als Künstlerin, Femeia ca Artist, prestigiosul sondaj din 1928 în rândul femeilor artist din lumea occidentală.
Toyen și Štyrský au devenit treptat tot mai interesați de suprarealism. După ce asociații lor Vítězslav Nezval și Jindřich Honzl l-au cunoscut pe André Breton la Paris, ei au fondat în 1934 Grupul Suprarealist Ceh din Praga, împreună cu alți artiști, scriitori și cu compozitorul Jaroslav Ježek. Membrii grupului i-au primit cu căldură pe André Breton și Paul Éluard în martie 1935. În același an, în luna mai, ea a participat la Expoziția internațională suprarealistă din Tenerife (Insulele Canare). În 1938, cu ocazia unei expoziții comune a lui Štyrský și Toyen, a apărut o monografie dublă în care textele au fost semnate de Nezval, Teige și Vitèzslau. 
Invadarea Cehoslovaciei în 1939 de către Germania Nazistă a determinat interzicerea oricărei exprimări publice. Ea a realizat în clandestinitate un ciclu de desen intitulat Tir (Střelnice, 1940), de ilustrații erotice pentru opera poetului Jindřich Heisler Seules les crécerelles pissent (1940) și Cache-toi, guerre ! (Schovej se valko), precum și o serie de desene ce înspțeau poeziile aceluiași Heisler (1944). Jindřich Štyrský a murit în 1942.
Nevoită să se ascundă în timpul ocupației Naziste și a celui de-al Doilea Război Mondial, ea l-a adăpostit pe cel de-al doilea partener artistic al ei, Jindřich Heisler, un poet de origine evreiască care aderase la Grupul Suprarealist Ceh în 1938. După război, Toyen a expus din nou la Praga în 1945. Ea a plecat la Paris în 1947, împreună cu Jindřich Heisler, înainte de preluarea puterii în Cehoslovacia de către comuniști în 1948. Ei au lucrat la Paris cu André Breton, Benjamin Péret și alți suprarealiști.
A participat la activitățile grupului suprarealist și a expus la galeria Denise René. Catalogul expoziției a fost prefațat de André Breton. În anii '60 ea a realizat două cărți-obiect pentru editorul François Di Dio și, în anii '70, colaborează la publicațiile colectivului Maintenant fondat de Pierre Peuchmaurd, împreună cu Radovan Ivsic, Georges Goldfayn, Annie Le Brun, care o considera ca fiind „personajul cel mai romantic al suprarealismului” (À distance, Jean-Jacques Pauvert aux éditions Carrère, 1984, p. 158).

Toyen a fost înmormântată în cimitirul Batignolles din Paris. Pe anunțul său mortuar a fost scris: 
„Je m'aperçois que ma page blanche est devenue verte.”

## Opera
- Le Reste de la nuit, 1935 (?)[21]
- Spectres du désert, 1937, desene[21]
- Le Tir, 1940, desene
- Relâche, 1943, ulei pe pânză, 109 × 52,5 cm[22]
- Au château Lacoste, 1946[23]
- Tous les éléments, 1950, huile sur toile, 68,2 × 104,5 cm[24]
- Le Paravent, 1966[25]
- Coulée dans le lointain, 1962, ulei pe pânză, 51 × 150 cm[26]
- Le Festin de soie, 1962, ulei pe pânză, 100 × 60 cm[27]

## Filmografie
- 1967: Angoisse de Zdenèk Kopac, Praga[28].
- 2005: Toyen de Jan Němec, explorează relația între Toyen și Jindřich Heisler, pe care ea l-a ascuns în Praga de naziști și cu care a plecat la Paris în 1947.[29]